# Biocarburante

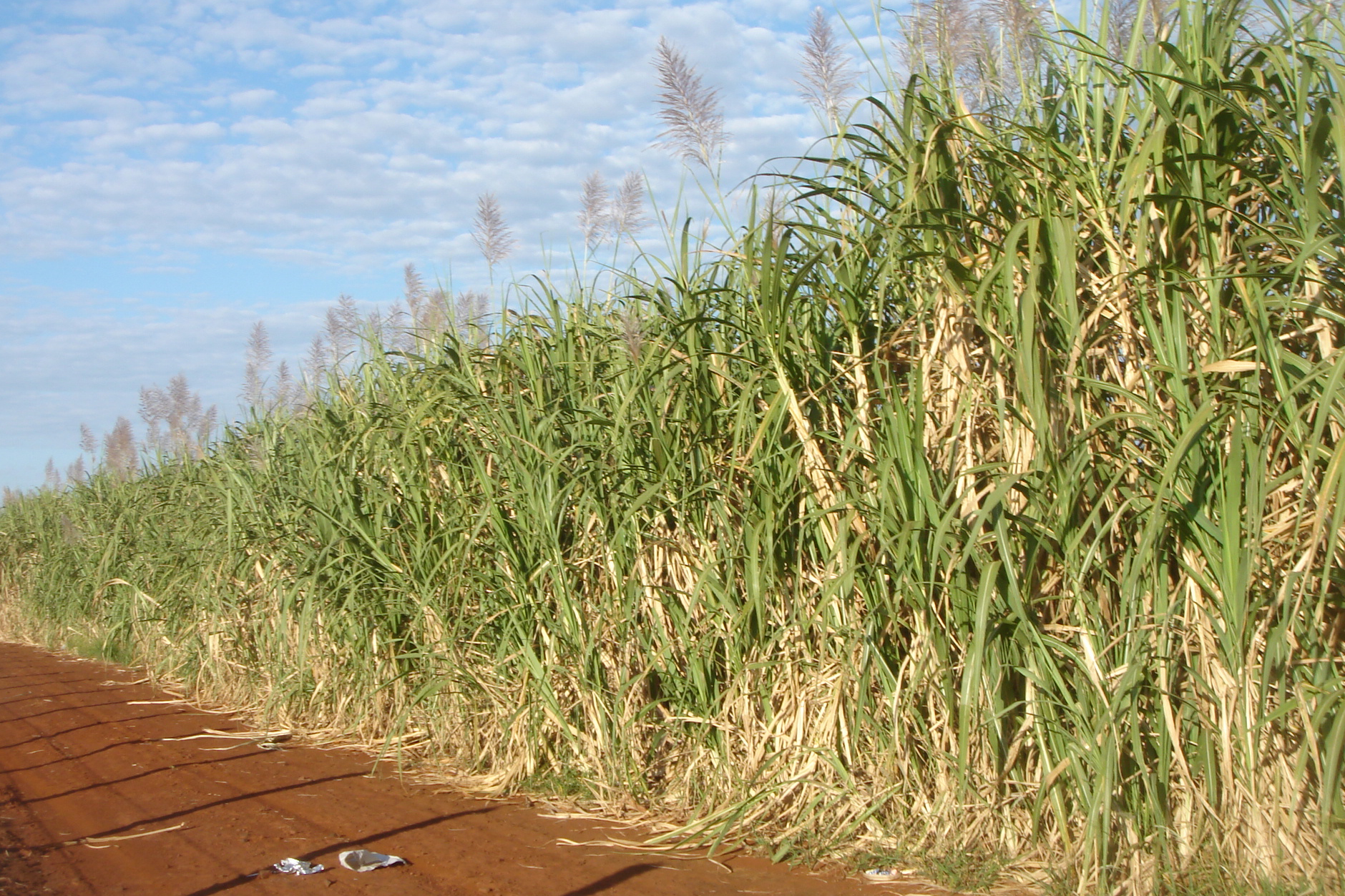
La caña de azúcar (Saccharum officinarum) es utilizada en Brasil como principal insumo para producir bioetanol.

Un biocarburante o biocombustible es una mezcla de sustancias orgánicas que se utiliza como combustible en los motores de combustión interna. Deriva de la biomasa, materia orgánica originada en un proceso biológico, espontáneo o provocado, utilizable como fuente de energía.
Para muchos autores, lo correcto para referirse a este tipo de combustibles es hablar de «agrocombustibles», el prefijo bio- se utiliza en toda la Unión Europea para referirse a los productos agrícolas en cuya producción no intervienen productos de síntesis. La palabra «biocombustible», por lo tanto, se presta a confusión y dota al término de unas connotaciones positivas de las que carece.
Para la obtención de los biocarburantes se pueden utilizar especies de uso agrícola como el maíz o la mandioca, ricas en carbohidratos, o plantas oleaginosas como la soya, girasol y palmeras. También se pueden emplear especies forestales como el eucalipto y los pinos.
Al utilizar estos materiales se reduce considerablemente el dióxido de carbono que es enviado a la atmósfera terrestre, ya que estos materiales lo van absorbiendo a medida que se van desarrollando, mientras que emiten una cantidad similar que los carburantes convencionales en el momento de la combustión. Por ello forma parte de lo que se conocen como alternativas a los combustibles fósiles.
En Europa, Argentina y [(Estados Unidos]] ha surgido diversa normativa que exige a los proveedores mezclar biocombustibles hasta un nivel determinado. Generalmente los biocombustibles se mezclan con otros combustibles en cantidades que varían del 5 al 10 %.
Los combustibles de origen biológico pueden sustituir parte del consumo en combustibles fósiles tradicionales, como el petróleo o el carbón.
Los biocarburantes más usados y desarrollados son :
- El bioetanol, también denominado «etanol de biomasa», por fermentación alcohólica de azúcares de diversas plantas como la caña de azúcar, remolacha azucarera o cereales. En 2006, Estados Unidos fue el principal productor de bioetanol (36 % de la producción mundial), Brasil representa el 33,3 %, China el 7,5 %, la India el 3,7 %, Francia el 1,9 % y Alemania el 1,5 %. La producción total de 2006 alcanzó 55 mil millones de litros.[2]
- El biodiésel o biogasóleo, se fabrica a partir de aceites vegetales, que pueden ser ya usados o sin usar.[3] En este último caso se suele usar colza, canola, soya o jatrofa, los cuales son cultivados para este propósito. El principal productor de biodiésel en el mundo es Alemania, que concentra el 63 % de la producción. Le sigue Francia con el 17 %, Estados Unidos con el 10 %, Italia con el 7 % y Austria con el 3 %.

Otras alternativas, como el biopropanol o el biobutanol, que son menos populares, pero no pierde importancia la investigación en estas áreas debido al alto precio de los combustibles fósiles y su eventual agotamiento.

## Taxonomía
Los biocarburantes han sido clasificados según dos criterios de diferente origen, pero que pueden resultar complementarios.

### Generacional
En principio, se basaba en la compatibilidad entre alimentos y biocombustibles, apoyados en que ambos dependen de los mismos cultivos base: lípidos, sacáridos o amiláceos. Con este criterio se define:
- Primera generación: Los biocarburantes son obtenidos en tierras de cultivo aptas para la producción de alimentos: Cereales, oleaginosas, forraje, etc.
- Segunda generación: Biocarburantes que no compiten por tierra fértil: Lignocelulosa, algas, residuos, etc.

Estas dos categorías serían suficientes para definir con claridad la respuesta a la que constituyó principal objeción al uso de estos recursos renovables. No obstante, en algunos autores, así como en la promoción de productos o procesos, se encuentran órdenes más altos (tercera y cuarta generación) donde se tienen en cuenta otros factores no tan evidentes como el criterio fundamental.
Ha sido la más utilizada hasta el momento, habitual en la Unión Europea.
El año 2009, próximo a publicarse la esperada Directiva de la Unión Europea sobre Energías renovables se agudizó la polémica entre defensores y detractores de los biocarburantes. El elemento clave del desacuerdo fue decantándose en consideraciones sobre la disponibilidad y destino de las tierras fértiles, que, finalmente, fue uno de los principales condicionantes del texto aprobado. Pese a que la citada Directiva no lo expresa de manera explícita, de su lectura se deduce con claridad:
todo biocombustible, que para su fabricación utilizase suelos aptos para la producción de alimentos, debería ser considerado de primera generación; en caso contrario, procede aplicar ordinales superiores.

### Tecnologías
Consideradas en un sentido amplio, comprende materias primas y procesos. Atiende al desarrollo de los diversos factores característicos de cada biocarburante. Se definen:
- Convencionales. Formados por las dos o tres procedimientos en que se asienta la producción actual. Como ejemplo:

Biogasóleo: Transesterificación de aceites vegetales o grasas animales
Biogasolinas: Etanol a partir de la fermentación de azúcares o almidón.
- Avanzados:Comprende a las nuevos desarrollos

Biogasóleo: Algas como materia prima, hidrogenación de lípidos o residuos, gasificación de lignocelulosa y posterior síntesis de Fischer-Tropsch, dimetiléter, etc.
Biogasolinas: Etanol por hidrólisis del material lignocelulósico seguida de fermentación, otros oxigenados (biobutanol, éteres, etc.)
La valoración tecnológica es el procedimiento preferido por la Agencia Internacional de la Energía.
Los dos criterios simples anteriormente expuestos presentan algunas dificultades para encuadrar con cierta exactitud a determinados productos. Sin embargo, una combinación de ambos, puede proporcionar una visión bastante completa de las características fundamentales de las distintas vías de producción. Con esta propuesta mixta se resuelven algunas inconsistencias de los procedimientos simples. Como ejemplos de dicha dificultad de clasificación tenemos:
- Hidrobiodiésel: Biocarburante avanzado de primera generación
- Biodiésel a partir de las algas: Resulta biogasóleo de segunda generación (por la materia prima) mientras que la tecnología de producción puede ser convencional.
- Biodiesel o bioalcohol a partir de residuos: La materia prima no está definida en la convención clásica estando más próxima a segunda generación, mientras que el producto final es idéntico a los de primera generación

## Generaciones de Biocombustibles

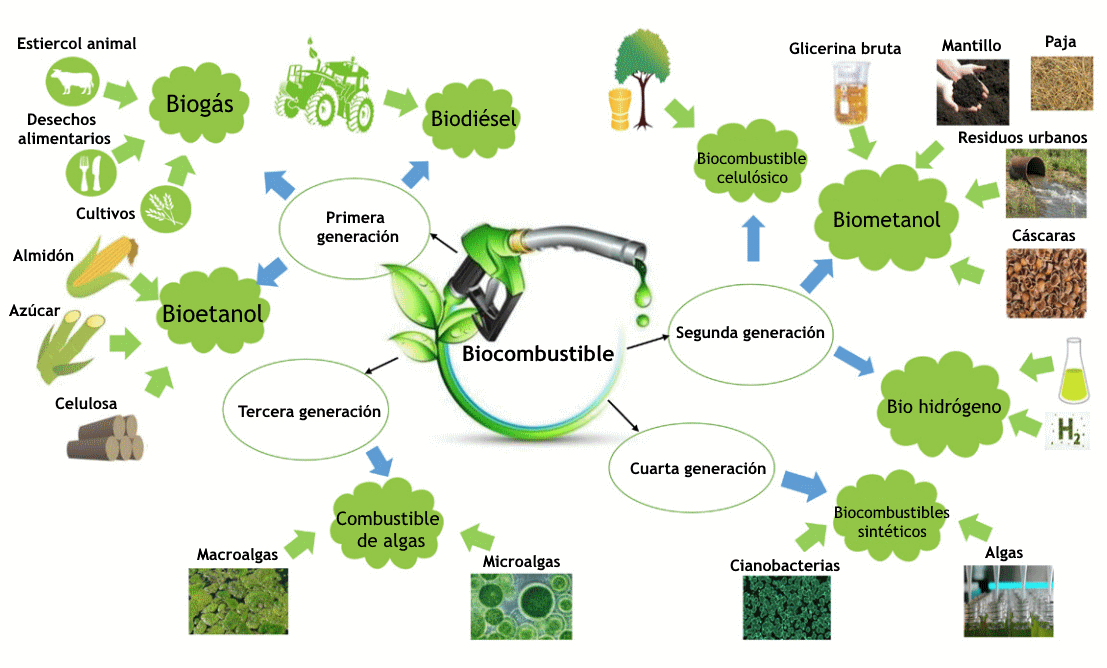
Tipos y generación de biocarburantes

### Biocombustibles de primera generación
Son los provenientes o hechos por medio de azúcar, almidón o aceite vegetal, que están contenidos en infinidad de materias como lo son: el jugo de la caña de azúcar, granos de maíz, jugo de remolacha o betabel, aceite de semilla de girasol, de soya, de palma, de ricino, de semilla de algodón, de coco, de maní o cacahuate, entre otros. También se emplean como insumos a las grasas animales, grasas y aceites de desecho provenientes de la cocción y elaboración de alimentos.
Estos tipos de biocombustibles son producidos empleando tecnología convencional como la fermentación (para azúcares y carbohidratos), transesterificación (para los aceites y grasas), y la digestión anaerobia (para los desperdicios orgánicos).
Entre estos están:

#### Bioalcoholes
Son alcoholes producidos biológicamente por la acción de microorganismos y enzimas a través de la fermentación de azúcares o almidones (más fácil), o celulosa (que es más difícil). El biobutanol (también llamada biogasolina) es declarado como un reemplazo directo de la gasolina, ya que este puede ser usado directamente en un motor de gasolina (en una manera similar al biodiésel con los motores de diésel). El combustible de etanol es el biocombustible más común mundialmente, particularmente en Brasil. Mientras que los menos comunes son el propanol y butanol.

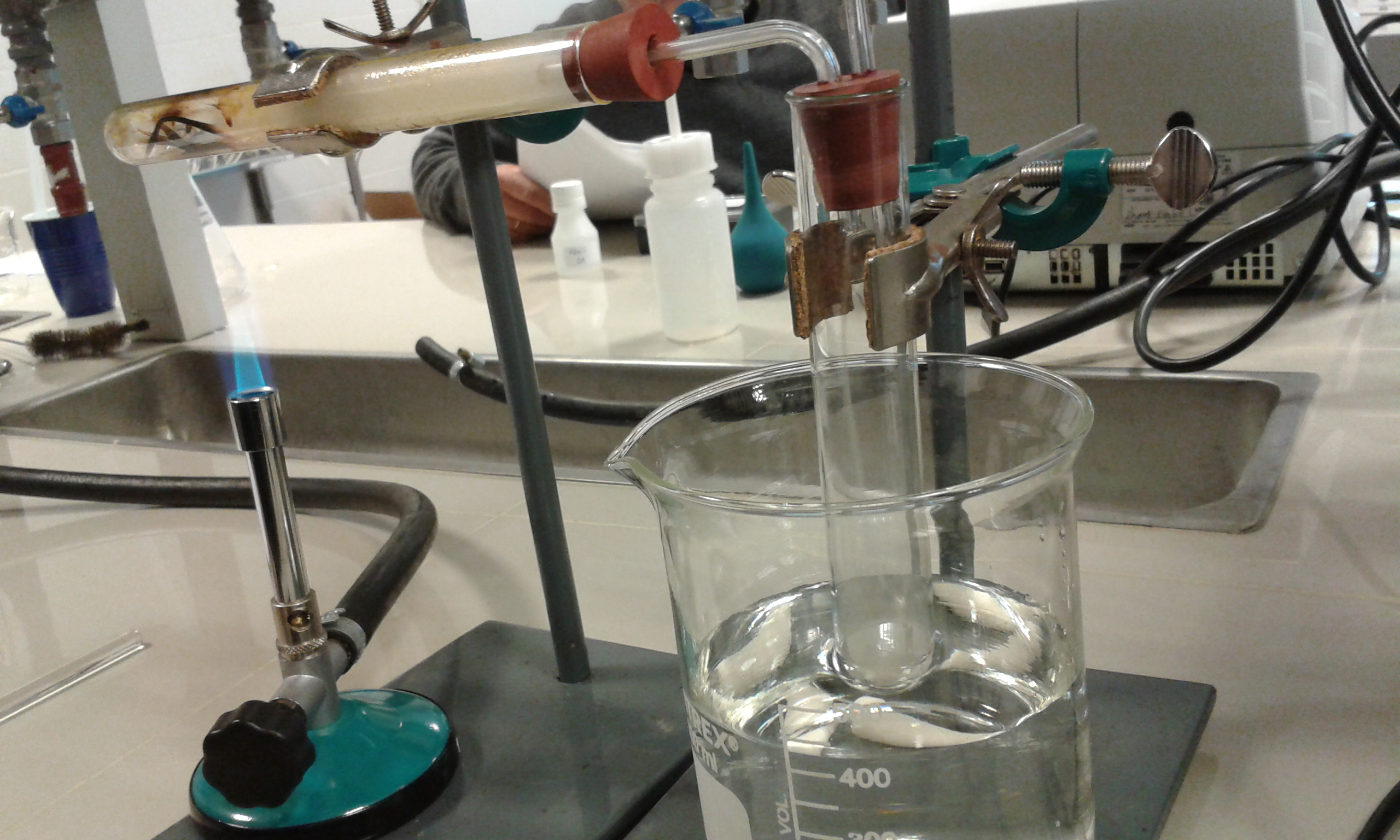
Obtención de biocombustible a partir de la madera.

Los combustibles de alcohol son producidos por fermentación de azúcares derivados por el trigo, maíz, betabel, caña, melaza y cualquier azúcar o almidón por las cuales las bebidas alcohólicas pueden ser hechas (como la patata y los desechos frutales, etc.). Los métodos de producción de etanol utilizados son la digestión enzimática (para liberación de azúcares de almidón almacenado), fermentación de azúcares, destilación y secado. El proceso de destilación requiere de proporcionar una gran cantidad de energía.
El etanol puede ser usado en motores de petróleo en reemplazo de la gasolina, también puede ser mezclado con gasolina en cualquier porcentaje. Muchos de los motores de carros existentes (que usan petróleo) pueden trabajar y entrar en marcha con combinaciones de más de 15 % de bioetanol con petróleo/gasolina. El etanol tiene una densidad energética menor al de la gasolina; esto significa que toma más combustible (volumen y masa) para producir la misma cantidad de trabajo. Una ventaja del etanol (CH3CH2OH) es que tiene mayor valor de octano que la gasolina libre de etanol disponible en las estaciones de gas en carretera, lo que permite un aumento en el índice de compresión del motor para incrementar la eficiencia térmica. En lugares de gran altitud (donde el aire es ligero), algunos estados exigen una mezcla de gasolina y etanol como un oxidante invierno que reduce las emisiones de contaminantes atmosféricos. El etanol,a su vez, es también usado como combustible de chimeneas de bioetanol.
En desventaja, el etanol seco tiene rudamente un tercio de energía por unidad de volumen menos comparado a la gasolina. Con los actuales grandes, insostenibles y no escalables subsidios, el combustible de etanol cuesta más por distancia viajada que los actuales y altos precios de gasolina en Estados Unidos.
El metanol es actualmente producido del gas natural, un combustible fósil no renovable. Pero a su vez pueden ser producidos por la biomasa del bioetanol. La economía del metanol es una alternativa a la del hidrógeno, comparada a la actual producción de hidrógeno por gas natural.
El butanol (C4H9OH) es generado por la fermentación ABE (acetona, butanol, etanol) y modificaciones experimentales del proceso muestran un gran potencial de energía neta ganada con butanol como el único producto líquido. Este produciría más energía y supuestamente puede ser quemado «directamente» en motores de gasolina existente (sin tener que modificar el motor o el carro), y es menos corrosivo y soluble en agua que el etanol. A su vez puede ser distribuido a través de las actuales infraestructuras. DuPont y BP están trabajando juntos para ayudar a desarrollar el butanol. Las trazas de Escherichia coli han tenido también una ingeniería exitosa para producir butanol al interceptar los aminoácidos de sus metabolismos.

#### Biodiésel
Es el biocombustible más común en Europa. Este es un biocombustible líquido compuesto de alquil-ésteres de alcoholes de cadena corta como el etanol y metanol, con ácidos grasos de cadena larga obtenidos a partir de biomasa renovable: aceites vegetales, grasas animales o aceite de microalgas. Sus principales materias primas incluyen aceites vegetales como: soya, jatropha, semilla de colza, mahua, mostaza, lino, girasol, aceite de palma, cáñamo, algas, entre otras. El biodiésel puro (B100) es el combustible diésel de menor emisión.
El biogasóleo puede ser usado en cualquier motor de diésel cuando es mezclado con diésel mineral. En algunos países, las compañías manufactureras construyen sus motores de diésel bajo la garantía de que puedan utilizar el B100. En muchos países Europeos, un 5 % de la mezcla de biodiésel es ampliamente usada y está disponible en miles de estaciones de gas. Además, este es un combustible oxigenado, es decir, que este contiene una cantidad reducida de carbono y un contenido alto de hidrógeno y oxígeno más que el diésel fósil. Esto mejora la combustión del biogasóleo y reduce las partículas de emisión del carbono no quemado.
También el biodiésel es seguro de manejar y trasportar, ya que es tan biodegradable como el azúcar, un décimo de tóxico como la sal de mesa, y posee un punto de ignición del alrededor de 148 °C (300 °F) en comparación con el petróleo a base de diésel, el cual contiene un punto de inflamación de 52 °C (125 °F).
En Estados Unidos, más del 80 % de los camiones comerciales y autobuses de la ciudad funcionan con gasóleo. El emergente mercado de biodiésel en Estados Unidos estima que tendrá un crecimiento del 200 % del 2004 al 2005. “Para finales del 2006, había un estimado que la producción de biodiésel crecería cuatro veces más (a partir del 2004) a más de 1 billón de galones (3 800 000 metros cúbicos)”.

#### Hidrobiodiésel
El hidrobiodiésel se produce a través del «hidrocraqueo biológico» de materias primas de aceite, como lo son los aceites vegetales y las grasas animales. hidrocraqueo es un método de refinería que usa elevadas temperaturas y presiones en presencia de un catalizador para romper grandes moléculas, como las encontradas en aceites vegetales, en pequeñas cadenas hidrocarbonadas usadas en los motores de diésel. El gasóleo verde posee las mismas propiedades químicas que el petróleo basado en diésel y además no requiere de nuevos motores, oleoductos o infraestructura para ser distribuido y usado. Aunque todavía no ha sido producido a costos competitivos contra el petróleo, las versiones de gasolina están todavía en desarrollo. A su vez el diésel verde está siendo desarrollado en Louisiana y Singapur por ConocoPhillips, Neste Oil, Balero, Dynamic Fuels, y Honeywell UOP.

#### Biogasolina (Gasolina de biocombustible)
Un estudio dirigido por el profesor Lee Sang-yup en el Instituto Avanzado de Ciencia y Tecnología de Corea (KAIST) y publicado en la revista científica internacional Nature utilizó una cepa genéticamente modificada de la Escherichia coli alimentada con glucosa que se encuentra en plantas u otros cultivos no alimentarios para producir biogasolina con las enzimas producidas. Las enzimas convirtieron el azúcar en ácidos grasos y luego los convirtieron en hidrocarburos que eran química y estructuralmente idénticos a los que se encuentran en la gasolina comercial. Es decir, consiguieron transformar glucosa en gasolina de biocombustible que no necesita ser mezclada. Luego en el 2013, investigadores de UCLA diseñaron un nuevo camino metabólico para evitar la glucólisis e incrementar el índice de conversión de azúcar en biocombustible. Se cree que un futuro va a ser posible modificar los genes (de la E. Coli) para obtener gasolina de paja o estiércol de animal.[cita requerida]

#### Bioéteres
Estos son componentes de alto costo, pero efectividad que actúan como potenciadores de octano. También mejoran el rendimiento del motor, al tiempo que reduce significativamente el desgaste del motor y las exhaustas emisiones de tóxicos. Reduciendo en gran medida la cantidad de ozono en la atmósfera, contribuyen así a la mejora de la calidad del aire.

#### Biogás
Este se obtiene del metano por el proceso de digestión anaeróbica de materia orgánica por anaerobios. Puede ser también obtenido de desechos biodegradables o por el uso de cosechas energéticas en digestivos anaeróbicos para suplir a los campos de gas. El producto sólido, «digestato», puede ser usado tanto como biocombustible como fertilizantes. El biogás puede ser recuperado a través de un sistema de procesamiento de desechos (un tratamiento biológico-mecánico). Los granjeros puede producir biogás del estiércol de su ganado a través de digestivos anaeróbicos.

#### Syngas
Este es una mezcla de monóxido de carbono, hidrógeno y otros hidrocarburos, producido por la combustión parcial de la biomasa, es decir, una combustión con una cantidad de oxígeno que no es suficiente para convertir la biomasa completamente en dióxido de carbono y agua. Antes de la combustión parcial, la biomasa es secada, y a veces polarizada. La mezcla de gas resultante, syngas, es más eficiente que la combustión directa de biocombustible original; la mayoría de la energía contenida en este combustible es extraída.
-El Syngas puede ser quemado directamente en un motor de combustión interna, turbinas o en celdas de combustible de altas temperaturas.
-Puede ser usado para producir metanol, DME, hidrógeno, y como substituto del gasóleo (a través del proceso Fischer-Tropsch). A su vez puede ser usado en una mezcla de alcoholes que puede ser mezclado en gasolina.

### Biocombustibles de segunda generación (avanzados)
Estos son producidos por materia prima sostenible. La materia sostenible es definida, entre muchas, por la disponibilidad de esta y su impacto en las emisiones de efecto invernadero y en la biodiversidad y uso del suelo. Sus insumos son cultivos energéticos, es decir, vegetales no alimenticios de crecimiento rápido y con una alta densidad y cantidad energética almacenada en sus componentes químicos. Muchos de los biocombustibles de segunda generación están aún en desarrollo, como lo son el etanol de celulosa, el combustible de Algas, el biohidrógeno, el biometanol, DMF, BioDME, diésel del proceso Fischer-Tropsch, el diésel de biohidrógeno, mezclas de alcohol, diésel de madera, entre otros.
La producción de etanol de celulosa usa cultivos o desechos de productos no comestibles. Además no desvía alimentos de la cadena alimentaria animal o humana. La Lignocelulosa es una estructura material «boscosa» de las plantas. Esta materia es abundante y diversa, y en algunos casos (como cáscaras de cítricos o aserrín) es en sí misma un problema significativo para su eliminación.
La producción de etanol por celulosa es un problema técnico de gran dificultad por resolver. En la naturaleza, la materia prima rumiante (como lo es el ganado) come pasto y después usan procesos digestivos enzimáticos lentos para romper dentro de la glucosa. En los laboratorios de etanol por celulosa, varios procesos de experimentación están siendo desarrollados para hacer el mismo proceso, y así las azúcares liberadas puedan ser fermentadas para realizar combustible de etanol. El uso de altas temperaturas ha sido identificado como un importante factor para incrementar la viabilidad económica global de la industria de los biocombustibles y la identificación de enzimas que sean estables y puedan ser utilizadas con eficiencia a temperaturas extremas es un área activa de investigación.
El reciente descubrimiento del hongo Glocladium roseum apunta hacia la producción del tan llamado myco-diésel de celulosa. Estos organismos (recientemente descubiertos en los bosques tropicales del norte de la Patagonia) tienen la capacidad única de convertir la celulosa en hidrocarbonos de longitud media típicamente encontrados en el combustible de diésel. Los científicos también trabajan en el diseño experimental de la recombinación genética del DNA de ciertos organismos que pueda incrementar su potencial como biocombustibles.
Científicos que trabajan con la compañía Nueva Zelandesa Lanzatech han desarrollado una tecnología para usar los gases industriales, como lo es el monóxido de carbono, como materia prima para producir etanol a través de un proceso de fermentación microbiano. En octubre de 2011, Virgin Atlantic anunció que se unía con Lanzatech para encargarse de una planta de demostración en Shanghái que produciría un combustible de aviación a partir de los gases residuales de la producción de acero.

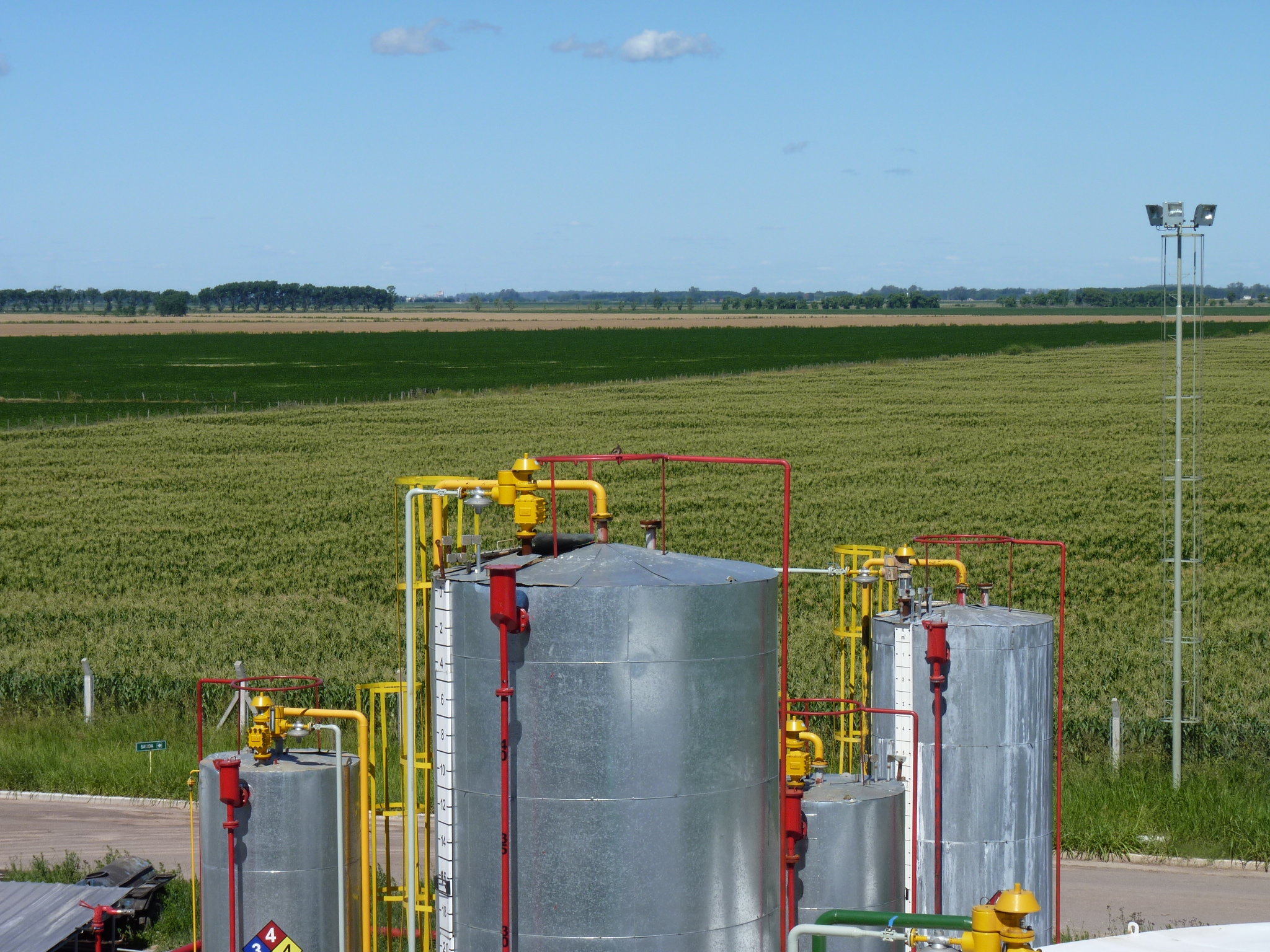
Planta de biodiésel en la provincia de Santa Fe.

#### Estrategias de la industria
El seguimiento de las industrias del sector del biodiésel integradas verticalmente ha mostrado como se han ido perfeccionando en la producción de productos alimenticios de mayor complejidad así como especializándose en los requerimientos de diferentes mercados. El aumento del precio de estos nuevos productos les ha permitido sobrevivir y crecer en este complejo mundo globalizado sobre todo a aquellas empresas que se encuentran localizadas lejos de los puertos tradicionales de exportación. Para el caso de las nuevas plantas de bioetanol de maíz la estrategia ha sido multiplicar fuentes de energía e integrar diferentes tecnologías como ser el aprovechamiento de residuos y cultivos energéticos con biodigestores generando corrientes de gas, electricidad y calor que pueden optimizar los procesos. Un ejemplo de esto se puede ver en Rio Cuarto con la integración entre las empresas bioeléctricas dedicada al biogás y Bio4 productora de burlanda y bioetanol.
Otro ejemplo es la de la multiplicación y aprovechamiento de coproductos como es el caso del dióxido de carbono producido en grandes cantidades y con una pureza importante en los procesos de fermentación. En este caso el aprovechamiento redunda en un ahorro considerable de energía que usan plantas generadoras de dióxido de carbono por medio de la quema de gas en calderas. Un ejemplo se da en Villa María con la integración entre la empresa Gas carbónico Chantore y ACABIO. Por el lado de los destilados húmedos y secos de maíz (DDGS y DGS) se ha generado un nuevo producto y se han encontrado mercados internacionales que demandan el mismo. Del lado de las plantas de biodiésel el refinado y obtención de parafinas le ha permitido a la Argentina ingresar en un nuevo mercado internacional. El camino a recorrer en el escalamiento de valor de estas fuentes ricas en proteínas o en los productos derivados de la alcoquímica y oleoquímica recién están en sus comienzos.

## Investigaciones actuales

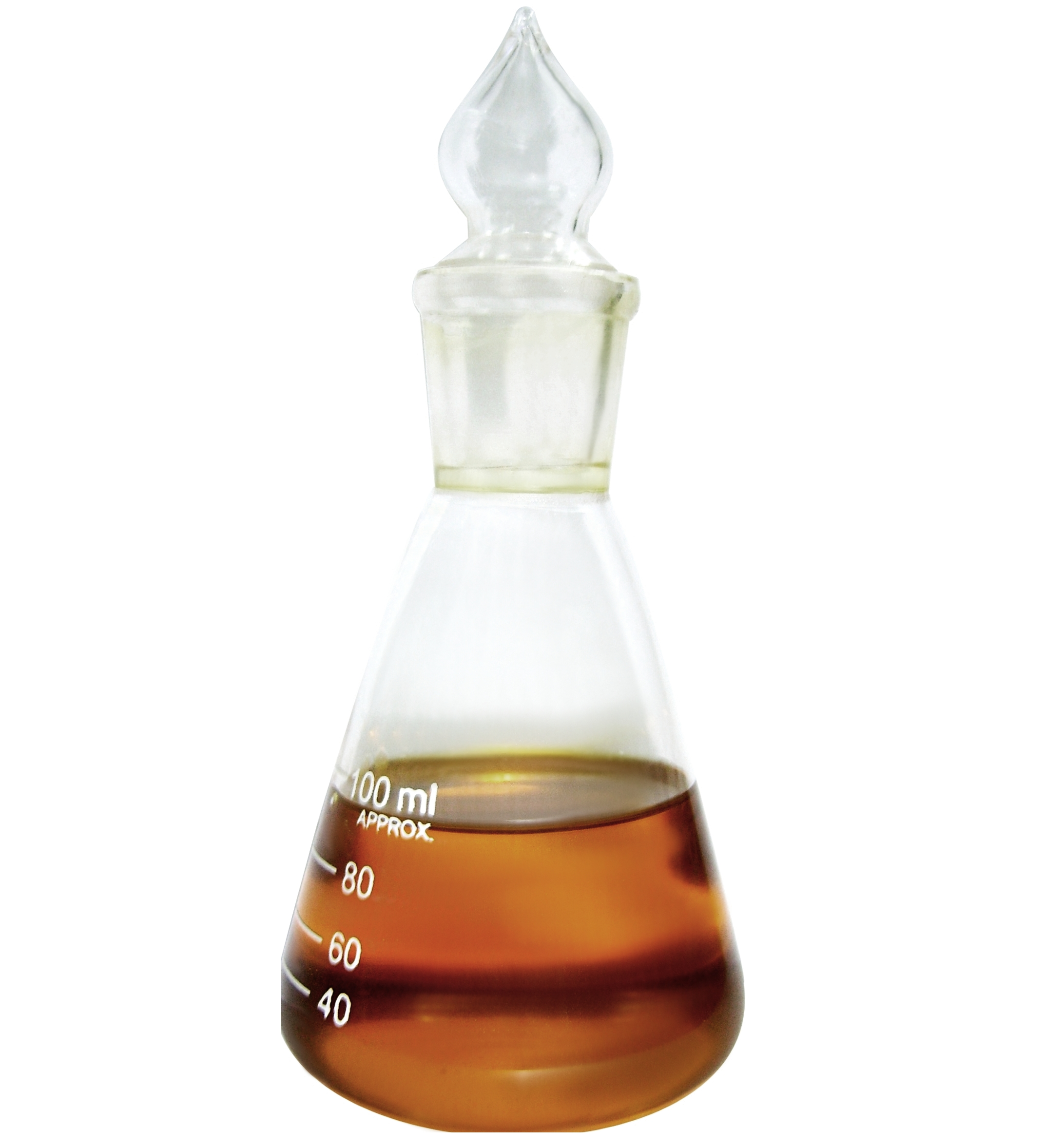
Matraz con Biodiesel.

La investigación está en curso para encontrar cultivos para biocombustibles más aptos e incrementar las cosechas de aceites de estos cultivos. Usando las cosechas actuales, una cantidad vasta de tierra y agua fresca va a ser necesaria para producir suficiente aceite para reemplazar completamente el uso de combustibles fósiles. Esto requeriría el doble de superficie terrestre de Estados Unidos dedicada a la producción de granos de soya, o 2 dos tercios que se dedicará a la producción de colza, para así satisfacer y alcanzar las necesidades actuales de calefacción y transporte del país.
Una variedad de especies de mostaza especiales pueden producir grandes cosechas de aceite y son muy útiles para la rotación de cultivos con cereales. Además tienen el beneficio agregado que la harina, dejada después de que el aceite fue extraído, puede actuar como un pesticida efectivo y biodegradable.
La NFESC está trabajando para desarrollar tecnología de biocombustibles para las fuerzas navales y militares de Estados Unidos, uno de los consumidores más grandes de gasóleo en el mundo. Por otra parte, un grupo de desarrolladores españoles, que están trabajando para la compañía llamada Ecofasa, anunció un nuevo biocombustible hecho de basura. Este es creado por los desechos y basura urbana que es tratada por una bacteria para producir ácidos grasos, que pueden ser usados para producir biocombustibles.

### Biocombustibles de etanol
Al ser la principal fuente de biocombustibles en Norteamérica, muchas organizaciones están conduciendo investigaciones en el área de la producción de etanol. El Centro de Investigación Nacional de Maíz a Etanol (National Corn-to-Ethanol Research Center) es una división de investigación de la Universidad de Edwardsville del Sureste de Illinois dedicada solamente a los proyectos de investigación de biocombustibles basados en etanol. En el Nivel Federal, el Departamento de Agricultura conduce una gran cantidad de investigaciones sobre la producción de etanol en Estados Unidos. Muchas de estas investigaciones tienen como propósito los efectos del etanol en la producción de los mercados de comida doméstica. Una división del departamento de Energía de Estados Unidos, el Laboratorio Nacional de Energía Renovable, también lleva cabo varios proyectos de investigación sobre el etanol, principalmente en el área del etanol producido de celulosa.
De acuerdo a una investigación realizada por la revista Nature Climate Change y financiada por el Gobierno de Estados Unidos, se determinó que los biocombustibles que se obtienen a partir de los restos de las cosechas de maíz resultan más perjudiciales, en términos de calentamiento global, a corto plazo, que la gasolina convencional: emiten a la atmósfera un 7 % más de gases de efecto invernadero durante el proceso de retirada de los tallos, las hojas y las mazorcas y su posterior transformación en combustible, en lugar de permitir que estos desechos restauren el suelo con carbono.

### Biocombustibles de alga
Desde 1978 a 1996, la NREL de EE. UU. experimentó con las algas como una fuente de biocombustibles en el programa “Aquatic Species Program” (Programa De Especies Acuáticas). Un artículo escrito y publicado por Michael Briggs, en la UNH Grupo de Biocombustibles, ofrece estimados para el reemplazo realista de todos los combustibles vehiculares al usar algas que tienen un contenido de aceite mayor al 50 %, el cual Briggs surgiere puede crecer en estanques de algas de plantas de tratamiento de agua. El alga rica en aceite puede ser extraída entonces de ese sistema y procesada en biocombustibles, con los residuos secos de esta siendo reprocesados más tarde para crear etanol. La producción de algas para cosechar aceite para biocombustibles todavía no se ha llevado a escala comercial. Pero además de su alto rendimiento proyectado, el algacultura —a diferencia de los biocombustibles basados en cultivos— no implica una disminución en la producción de alimentos, ya que no requiere ni tierras ni agua fresca. Muchas compañías y empresas están investigando los biorreactores de algas para varios propósitos, incluyendo escalar la producción de sus biocombustibles a escalas comerciales. El profesor Rodrio E. Teixeria de la Universidad de Alabama en Hunstville demostró la extracción de lípidos biocombustibles de las algas mojadas usando una simple y económica reacción en líquidos iónicos. Por otra parte, en el 2012, el Dr. Jonathan Trent, un científico del departamento de nanotecnología de la NASA, dirige el proyecto OMEGA (Offshore Membrane Enclousure for Growing Algae), el cual es una tecnología de algas, las cuales ayudadas por la energía solar y dióxido de carbono de la atmósfera, podrán comer y convertir los desechos de aguas residuales de ciudades costeras y depositadas en los mares, en aceites que pueden ser convertidos en combustibles.
Dentro de esta área se encuentran las microalgas: microorganismos unicelulares polifiléticos, de metabolismo autótrofo o heterótrofo, y la mayoría de las veces suelen ser eucariontes. El uso de microalgas como materia prima para la producción de biocombustible presenta un sinnúmero de ventajas, entre las que destacan: reducción de gases de efecto invernadero hasta el 70-90 % con respecto al gasóleo convencional, sus tasas de crecimiento son altas y los tiempos de generación son cortos, su requerimiento de tierra es mínimo comparado con otros sistemas de cultivo, tienen un alto contenido de lípidos y ácidos grasos, y pueden utilizar las aguas residuales como fuente de nutrientes. Asimismo, contienen ácidos grasos como componentes de su membrana, productos de almacenamiento, metabolitos y fuentes de energía; de hecho, algunas especies pueden acumular entre 20-80 % (peso seco) de triglicéridos.
En 2015, Euglena (empresa) produjo biocarburante para autobús, compuesto de 1 % de microalgas (euglena). La empresa tiene ambición de producir biocombustible para los aviones en 2020 con microalgas.

### El caso biodiésel de aceite de soya Argentino[24]
El valor de emisiones de soya calculado por el Instituto Nacional de Tecnología Agropecuaria INTA tanto como promedio simple como ponderado de acuerdo a la participación las principales empresas argentinas durante tres años fue de 245,4 kg CO2/Tonelada de soya con un máximo de 261,9 y un mínimo de 229,9. La expresión de los valores de emisión por megajulio de biodiésel producido se ve afectada por la relación entre el total de soya procesado y la cantidad de biodiésel generado, ya que en varias empresas la proporción de biodiésel generado como subproducto es bajo. Los valores medios se ubican 10,6 gm CO2/MJ de biogasóleo con un máximo de 16,3 y un mínimo de 6,8 megajulios según campaña y empresa.
La comparación con los valores agrícolas provistos por defecto por la Unión Europea de 19 gm CO2 por cada megajulio que se venía empleando hasta la fecha por parte de las empresas para el cálculo del valor total de emisiones arroja una diferencia porcentual del 46,7 % remarcando las ventajas del sistema productivo Argentino por su bajo nivel de uso de combustibles y de fertilizantes. Los valores de emisiones de transporte aportadas por las empresas fruto de las determinaciones realizadas mediante calculadores homologados por la Unión Europea y auditados externamente tuvieron un promedio ponderado de 3,1 gm CO2/MJ con un máximo de 5,6 y un mínimo de 2,3. Los valores de emisiones de industria aportadas por las empresas fruto de las determinaciones realizadas mediante calculadores homologados por la Unión Europea y auditados externamente tuvieron un promedio ponderado de 12,3 gm CO2/MJ con un máximo de 13,9 y un mínimo de 8,5 megajulios.
La sumatoria de todos los componentes arrojó valores de emisiones promedios ponderados de 25 gm CO2/MJ con un máximo de 26,2 y un mínimo de 23,6 para todas las series y empresas analizadas.Dado que la limitante al comercio está dada por la reducción total final alcanzada por el biocombustible exportado con relación a uno de referencia que tiene un valor de 83,8 gm CO2/MJ se calculó el mismo arrojando un valor FOB (sobre buque en puerto de despacho) de 70,09 % con un máximo de 71,8 y un mínimo de 68,7. Estos valores superan los niveles de exigencia establecidos por la Unión Europea para importaciones a partir del año
Se analizaron las fuentes de mayor diferencia entre los valores argentinos y los patrones calculados por la unión europea encontrándose las mayores en el sector logística y transporte lo cual resulta lógico dada la incomparable cercanía de la cuenca de abastecimiento de las plantas que originan la mercadería en un radio de 300 km en el área de Rosario. La industria tiene ventajas comparativas por su escala y la agrícola por el sistema de producción Argentino bajo siembra directa. Del análisis porcentual de la composición de las emisiones totales del biodiésel Argentina surge de este estudio que el 48 % corresponde a la industria, 40 % a la parte agrícola y 12 % al transporte.

### Jatropha
Varios grupos de diversos sectores están llevando a cabo investigaciones sobre la Jatropha curcas, un arbusto venenoso tipo árbol que produce semillas consideradas por muchos como una fuente viable de materia prima de aceite para biocombustibles. Gran parte de esta investigación se centra en mejorar el rendimiento de cosecha de aceite por hectárea global de Jatropha a través de avances en la genética, ciencia del suelo y prácticas hortícolas.
SG Biofuels, un desarrollador de San Diego de Jatropha, ha usado el mejoramiento molecular y biotecnología para producir semillas híbridas de élite que muestran mejoras significativas de rendimiento sobre las cepas de la primera generación. A la vez, mencionan beneficios adicionales han surgido en dichas cepas, incluyendo la mejora de floración sincronizada, una resistencia mayor a las pestes y enfermedades, y un incremento en su tolerancia al clima frío.
Plant Research International, un departamento de la Universidad y centro de Investigación Wageningen en Holanda, mantiene en curso el Proyecto de Evaluación de la Jathropa que examina la viabilidad a larga escala del cultivo de Jatropha a través de los experimentos de campo y ciudad. El Centro de Energía Sustentable de Agricultura (CfSEF) es una organización de investigación sin fines de lucro de Los Ángeles se dedica a la investigación de la jatropha en las áreas de planta de ciencia, agronomía y horticultura. Exploraciones exitosas de estas disciplinas proyectan que aumente el rendimiento de la producción agrícola de jatropha en un 200- 300 % en los próximos 10 años.

### Hongos
Un grupo en la Academia Rusa de Ciencias en Moscú, en un papel del 2008, declaró que ellos habían aislado grandes cantidades de lípidos provenientes de hongos unicelulares y las habían convertido en biocombustibles en una manera económicamente eficiente. Más investigaciones de estas especies de hongos, Cunnionghamella japónica, y otros, es probable que aparezcan en un futuro cercano. El descubrimiento reciente de una variante del hongo Gliocladuim roseum apunta hacia la producción del tan llamado myco-diésel proveniente de celulosa. Este organismo fue recientemente descubierto en los bosques tropicales del norte de la Patagonia, y tiene la capacidad única de convertir celulosa en hidrocarbonos de longitud media típicamente encontrados en los combustibles de diésel.

### Bacterias del estómago de los animales
La flora microbiana intestinal en una variedad de animales ha demostrado potencial para la producción de biocombustibles. Investigaciones recientes han demostrado que el TU-103, una cepa de la bacteria Clostridium encontrada en las heces de la cebra, puede convertir casi cualquier tipo de forma de celulosa en butanol combustible. Los microbios en desechos de panda están siendo investigados para su uso en la creación de biocombustibles provenientes de bambú y otros materiales de plantas.

## Consumo
Muchos vehículos utilizan biocombustibles a base de metanol y etanol mezclado con gasolina. Se puede obtener etanol a partir de la caña de azúcar, de la remolacha o el maíz. En algunos países como la India y la China producen biogás a partir de la fermentación natural de desechos orgánicos (excrementos de animales y residuos vegetales). Estos biocombustibles ayudan al medio ambiente porque reducen los niveles de dióxido de carbono en el aire.

## Rendimiento
| Cultivo        | Rendimiento (L/ha/año) | Tipo      |
| -------------- | ---------------------- | --------- |
| Palma          | 5500.854               | biodiésel |
| Coco           | 4200.245               | biodiésel |
| Ricino         | 2600.00                | biodiésel |
| Aguacate       | 2460.14                | biodiésel |
| Jatropha       | 1559.25                | biodiésel |
| Colza          | 1100.00                | biodiésel |
| Soya           | 840.36                 | biodiésel |
| Caña de azúcar | 9000.3654.             | bioetanol |
| Remolacha      | 5000.2154              | bioetanol |
| Mandioca       | 4500.0                 | bioetanol |
| Sorgo dulce    | 4400.25                | bioetanol |
| Maíz           | 3200.0000              | bioetanol |

## Inconvenientes de su empleo

### Inconvenientes
El vocablo «biocombustible» ha sido cuestionado, proponiéndose como más correcto usar el sustantivo «agrocombustible». El prefijo bio- se utiliza en toda la UE para referirse a los productos agrícolas en cuya producción no intervienen productos de síntesis. La palabra biocombustible, por lo tanto, se presta a confusión, al sugerir unas características que este tipo de productos no tienen.
Los mayores inconvenientes de los agrocombustibles son la utilización de cultivos comestibles (como el maíz o la caña de azúcar) y el cambio de uso de tierras. Unas veces se destinan a agrocombustibles tierras con las que se producía comida, con lo que la alimentación escasea y se encarece. En otras ocasiones se talan bosques para cultivar plantas (como la palmera aceitera) a partir de las cuales producir biocombustibles, provocando deforestación o desecación de terrenos vírgenes o selváticos.
Es necesario además tener en cuenta en la contabilidad energética todos los insumos de estos cultivos. Por ejemplo, la energía incorporada en el agua de riego o de producción posterior a la cosecha. La importancia de estos inputs depende de cada proceso. En el caso del biodiésel, por ejemplo, se estima un consumo de 20 kilogramos de agua por cada kilogramo de combustible. Dependiendo del contexto industrial la energía incorporada en el agua podría ser superior a la del combustible obtenido.
Tanto en el balance de emisiones como en el balance de energía útil, si la materia prima empleada procede de residuos, estos combustibles colaboran con el reciclaje. Pero es necesario considerar si la producción de combustibles es el mejor uso posible para un residuo concreto. Si la materia prima empleada procede de plantas cultivadas expresamente para producir biocombustibles, hay que considerar si este es el mejor uso posible del suelo frente a otras alternativas (cultivos alimentarios, reforestación, etc.). Esta consideración depende sobremanera de las circunstancias concretas de cada territorio.

## Consecuencias

### Preocupación sobre la sustentabilidad
La creciente preocupación acerca de la sustentabilidad de los biocombustibles ha llevado a instituciones científicas, académicas así como a ciertos gobiernos e instituciones a trabajar intensamente en estos temas. Dada la significativa participación de Argentina como primer exportador mundial de biocombustibles se analiza con suma atención su evolución así como otras posibles fuentes de biomasa lo cual implica una nueva demanda.
Esta temática se ha trabajado en el marco de la red panamericana de sustentabilidad de biocombustibles y bioenergía que contempla expertos e instituciones de diferentes países de América. En la última conferencia internacional llevada a cabo en Buenos Aires se arribaron a diez puntos principales como conclusiones del tema que merecen ser expuestos.
La última década ha sido caracterizada por un crecimiento exponencial de los biocombustibles y la biomasa sólida a escala comercial. Inicialmente estuvo fuertemente apoyada por el ambientalismo, pero luego esto ha cambiado difundiéndose por los medios masivos de comunicación una visión negativa que influyó sobre la percepción pública en muchos países especialmente en la Unión Europea. Estas variaciones de la percepción pública han ocasionado cambios significativos en la imagen y consecuentemente modificaciones en los mecanismos de promoción y comercialización que están afectando seriamente a la industria. Actualmente dado los continuos cambios a los cuales se suma un complicado panorama proveniente de la lucha de intereses en el sector petrolero que ha provocado importantes variaciones en el precio del crudo estas industrias no pueden sobrevivir si no tienen muy en claro un escalamiento en el agregado de valor y colocación de toda una serie de productos provenientes de la industrialización de las materias primas biomásicas.
Si se analizan los fundamentos científicos empleados en cuestiones ligadas a impactos ambientales y sociales se nota claramente que los trabajos sobre los cuales se edifican las argumentaciones se caracterizan por carecer de un análisis de estos vectores energéticos en un contexto sistémico de la producción agropecuaria. Los análisis de ciclo de vida con los consecuentes balances energéticos de gases efecto invernadero y agua se ven alterados también. La producción de biomasa no puede ser estudiada como hecho aislado desligándola de los fuertes vínculos con toda la cadena de producción y transformación de agro productos con un abordaje sistémico. Como se mencionó anteriormente en la mayor parte de los casos el uso de biomasa únicamente para energía es totalmente inviable si no está contemplada dentro de una compleja cadena de transformación agropecuaria y agroindustrial.

### Los 10 puntos de la sustentabilidad de los biocombustibles y la bioenergía[33]
1.	Debe diferenciarse la explotación de biomasa tradicional ligada a la destrucción del ambiente y los recursos naturales. de la moderna bioenergía que permite obtener una diversidad de beneficios y servicios ambientales al mismo tiempo que incrementar las oportunidades de empleo y crecimiento económico.
2.	Es fundamental, para alcanzar las metas mundiales de desarrollo sustentable tener en cuenta la moderna bioenergía derivada de la captura y transformación de la energía solar mediante la fotosíntesis. La biomasa tiene un gran potencial para superar la «pobreza energética» para ello debe incrementarse su uso en escala pasando de los 23 a los 93 EJ a nivel mundial.
3.	La aceptación y promoción de la bioenergía está íntimamente ligada a la comunicación a los ciudadanos. Se remarca la necesidad de alcanzar una correcta percepción pública sobre sus bondades y beneficios en relación a las alternativas fósiles.
4.	La sustentabilidad ha pasado a transformarse en un aspecto indivisible de la producción y uso de la bioenergía moderna.
5.	Existe una urgente necesidad de incrementar la superficie de captura solar sobre la superficie terrestre aumentando de ese modo la producción de biomasa en todas sus formas, con el objetivo de cumplir las metas del milenio y los compromisos de la COP Paris. Cultivos de cobertura y adecuadas rotaciones se plantean como alternativas de crecimiento. Nos enfrentamos asimismo, con una nueva revolución de productividad de biomasa y su transformación mediante el mejoramiento de plantas C4. Sin embargo, para mantener una producción sustentable a lo largo del tiempo se deben implementar medidas y sistemas de monitoreo y estudio sobre los agro ecosistemas.
6.	La baja densidad energética y la alta dispersión geográfica imponen grandes desafíos a la producción, transporte y logística. La asistencia satelital y el empleo de los sistemas de información geográfica son fundamentales para alcanzar un desarrollo sustentable de diferentes formas de biomasa.
7.	La bioenergía genera múltiples impactos con beneficios económicos, ambientales y sociales que deben ser medidos y monitoreados en el tiempo. Es necesario realizar estudios de carácter sistémico y holístico con consideraciones sitio específicas de manera de poder contemplar la afectación de pluriproductos, plurimercados y multirequerimientos.
8.	Existen razones políticas, estratégicas y económicas detrás de toda medida de fomento de la bioenergía y los biocombustibles por los diferentes países. Tanto los consumidores como los productores de todas las escalas deben ser tenidos en cuenta incluyendo al sector de productores agropecuarios.
9.	Los patrones y esquemas de certificación son útiles para fomentar la sustentabilidad en la producción y transformación de biomasa. Sin embargo, no siempre logran mejorar la sustentabilidad. Estos esquemas deben evolucionar teniendo en cuenta las particularidades del sector agropecuarios como la posibilidad de poder ser implementados por actores de todos los tamaños y recursos. Los esquemas de certificación deben ser prácticos, adaptados al funcionamiento de los agros ecosistemas y accesibles contemplando demandas y requisitos de los países consumidores y productores.
10.	Se están produciendo mejoras en los biocombustibles de todas las generaciones con positivas externalidades que deben ser profundamente estudiadas y promovidas. Las mejoras en las tecnologías ligadas a la bioenergía en toda la cadena de producción y transformación están produciendo impactos económicos, ambientales y sociales positivos. Los correctos incentivos en todas las generaciones de biocombustibles generaran mejoras en los tres pilares de la sustentabilidad a largo plazo.

### Consecuencias sobre el medio ambiente
El uso de biocarburantes tiene impactos ambientales negativos y positivos. Los impactos negativos hacen que, a pesar de ser una energía renovable, no sea considerado por muchos expertos como una energía no contaminante y, en consecuencia, tampoco una energía verde.
Una de las causas es que, pese a que en las primeras producciones de biocarburantes solo se utilizaban los restos de otras actividades agrícolas, con su generalización y fomento en los países desarrollados, muchos países subdesarrollados, especialmente del sureste asiático, están destruyendo sus espacios naturales, incluyendo selvas y bosques, para crear plantaciones para biocarburantes. La consecuencia de esto es justo la contraria de lo que se desea conseguir con los biocarburantes: los bosques y selvas limpian más el aire de lo que lo hacen los cultivos que se ponen en su lugar.
Algunas fuentes afirman que el balance neto de emisiones de dióxido de carbono por el uso de biocarburantes es nulo debido a que la planta, mediante fotosíntesis, captura durante su crecimiento el CO2 que será emitido en la combustión del biocarburante. Sin embargo, muchas operaciones realizadas para la producción de biocarburantes, como el uso de maquinaria agrícola, la fertilización o el transporte de productos y materias primas, actualmente utilizan combustibles fósiles y, en consecuencia, el balance neto de emisiones de dióxido de carbono es positivo. Los estudios científicos señalan que en realidad los agrocombustibles emiten más CO2 si se tiene en cuenta la cadena completa de producción y la deforestación.
Otras de las causas del impacto ambiental son las debidas a la utilización de fertilizantes y agua necesarios para los cultivos; el transporte de la biomasa; el procesado del combustible y la distribución del biocarburante hasta el consumidor. Varios tipos de fertilizantes tienden a degradar los suelos al acidificarlos. El consumo de agua para el cultivo supone disminuir los volúmenes de las reservas y los caudales de los cauces de agua dulce.
Algunos procesos de producción de biocarburante son más eficientes que otros en cuanto al consumo de recursos y a la contaminación ambiental. Por ejemplo, el cultivo de la caña de azúcar requiere el uso de menos fertilizantes que el cultivo del maíz, por lo que el ciclo de vida del bioetanol de caña de azúcar supone una mayor reducción de emisiones de gases de efecto invernadero respecto al ciclo de vida del bioetanol derivado del maíz. Sin embargo, aplicando las técnicas agrícolas y las estrategias de procesamiento apropiadas, los biocarburantes pueden ofrecer ahorros en las emisiones de al menos el 50 % comparando con combustibles fósiles como el gasóleo o la gasolina.
El uso de biocarburantes de origen vegetal produce menos emisiones nocivas de azufre por unidad de energía que el uso de productos derivados del petróleo. Debido al uso de fertilizantes nitrogenados, en determinadas condiciones el uso de biocarburantes de origen vegetal puede producir más emisiones de óxidos de nitrógeno que el uso de productos derivados del petróleo.
Una forma en que los agrocombustibles reducirían indiscutiblemente las emisiones de CO2, pero que todavía no se encuentra tecnológicamente disponible, sería producirlos a partir de residuos agroindustriales ricos en hemicelulosas. De esta forma no habría necesidad de restar al bosque nuevas áreas de cultivo, ni se utilizarían alimentos para la producción de biocarburantes (lo que encarece los alimentos). Un ejemplo de esto es la utilización de coseta de remolacha, paja de trigo, coronta de maíz o cortezas de árboles. La hidrólisis de estos compuestos es más compleja que la utilización de almidón para la obtención de azúcares libres fermentables. Por lo tanto, requiere una mayor cantidad de energía inicial para procesar los compuestos antes de la fermentación. Sin embargo, el coste de la materia prima es casi nulo, al tratarse de residuos. La única tecnología eficiente y limpia es la utilización de enzimas hemicelulolíticas. Existen tres puntos claves que se deben solucionar o perfeccionar antes de aplicar esta tecnología: 1) Se deben encontrar enzimas más estables y eficientes. 2) Métodos menos destructivos de inmovilización de enzimas para su utilización industrial. 3) Microorganismos capaces de fermentar eficientemente monosacáridos derivados de las hemicelulosas (xilosa y arabinosa principalmente).

### Consecuencias para el sector alimentario
Al comenzar a utilizarse suelo agrario para el cultivo directo de biocombustibles, en lugar de aprovechar exclusivamente los restos de otros cultivos (en este caso, hablamos de biocombustibles de segunda generación), se ha comenzado a producir un efecto de competencia entre la producción de comida y la de biocombustibles, resultando en el aumento del precio de la comida.
Un caso de este efecto se ha dado en Argentina, con la producción de carne de vaca. Las plantaciones para biocombustible dan beneficios cada seis meses, y los pastos en los que se crían las vacas lo dan a varios años, con lo que se comenzaron a usar estos pastos para crear biocombustibles. La conclusión fue un aumento de precio en la carne de vaca, duplicando o incluso llegando a triplicar su valor en Argentina.
Otro de estos casos se ha dado en México, con la producción de maíz. La compra de maíz para producir biocarburantes para Estados Unidos ha hecho que en el primer semestre de 2007, la tortilla de maíz —que es la comida básica en México— duplique o incluso llegue a triplicar su precio.
En Italia el precio de la pasta se ha incrementado sustancialmente dando lugar en septiembre de 2007 a una jornada de protesta consistente en un boicot a la compra de este producto típico de la comida italiana. También España registró en septiembre de 2007 una subida del precio del pan causado por el aumento en origen del precio de la harina.
Las empresas de capital riesgo de Estados Unidos han decidido dar la espalda al etanol procedente del cultivo de maíz e invertir en productores que utilicen algas, residuos forestales y agrícolas u otro tipo de residuos.
La creciente preocupación acerca de la sustentabilidad de los biocombustibles ha llevado a instituciones científicas, académicas así como a ciertos gobiernos e instituciones a trabajar intensamente en estos temas. Dada la significativa participación de Argentina como primer exportador mundial de biocombustibles se analiza con suma atención su evolución así como otras posibles fuentes de biomasa lo cual implica una nueva demanda.
Esta temática se ha trabajando en el marco de la red panamericana de sustentabilidad de biocombustibles y bioenergía que contempla expertos e instituciones de diferentes países de América. En la última conferencia internacional llevada a cabo en Buenos Aires se arribaron a diez puntos principales como conclusiones del tema que merecen ser expuestos.
La última década ha sido caracterizada por un crecimiento exponencial de los biocombustibles y la biomasa sólida a escala comercial. Inicialmente estuvo fuertemente apoyada por el ambientalismo, pero luego esto ha cambiado difundiéndose por los medios masivos de comunicación una visión negativa que influyó sobre la percepción pública en muchos países especialmente en la Unión Europea. Estas variaciones de la percepción pública han ocasionado cambios significativos en la imagen y consecuentemente modificaciones en los mecanismos de promoción y comercialización que están afectando seriamente a la industria. Actualmente dado los continuos cambios a los cuales se suma un complicado panorama proveniente de la lucha de intereses en el sector petrolero que ha provocado importantes variaciones en el precio del crudo estas industrias no pueden sobrevivir si no tienen muy en claro un escalamiento en el agregado de valor y colocación de toda una serie de productos provenientes de la industrialización de las materias primas biomásicas.
Si se analizan los fundamentos científicos empleados en cuestiones ligadas a impactos ambientales y sociales se nota claramente que los trabajos sobre los cuales se edifican las argumentaciones se caracterizan por carecer de un análisis de estos vectores energéticos en un contexto sistémico de la producción agropecuaria. Los análisis de ciclo de vida con los consecuentes balances energéticos de gases efecto invernadero y agua se ven alterados también. La producción de biomasa no puede ser estudiada como hecho aislado desligándola de los fuertes vínculos con toda la cadena de producción y transformación de agro productos con un abordaje sistémico. Como se mencionó anteriormente en la mayor parte de los casos el uso de biomasa únicamente para energía es totalmente inviable si no está contemplada dentro de una compleja cadena de transformación agropecuaria y agroindustrial.

## Regulación

### Unión Europea
La Directiva 2009/28/CE del Parlamento Europeo relativa al fomento del uso de energía procedente de fuentes renovables, establece criterios para el uso de biocombustibles dentro de la UE y la potencial aplicación a programas de asistencia financiera. Esta Directiva abrió una oportunidad para la República Argentina para abastecer este mercado. Pero por otra parte, también la misma Directiva, plantea en su Artículo 17, los Criterios de sostenibilidad para los biocarburantes y biolíquidos, «independientemente de que las materias primas se hayan cultivado dentro o fuera del territorio de la Comunidad». Esto plantea un gran desafío de analizar y demostrar la sustentabilidad de los sistemas productivos de los biocombustibles para exportar a la UE.
Dentro de los criterios de sustentabilidad, uno de los analizados es la reducción de emisiones de gases de efecto invernadero (GEIs) derivada del uso de biocombustibles. En particular la Directiva plantea que se deberá asegurar una reducción como mínimo del 35 % para poder acceder a los beneficios impositivos correspondientes, planteando luego un nivel de reducciones creciente a partir del 2017 (50 %) y a partir del 2018 (60 %).

### España
En España existía un tipo impositivo especial para biocarburantes de cero euros por 1000 L, aunque desde el año 2012, su tributación se ha equiparado, aunque no completamente, a la de los combustibles tradicionales. El tipo especial se aplicará exclusivamente sobre el volumen de biocarburante aun cuando este se utilice mezclado con otros productos.
Se consideran como biocarburantes el biometanol y el biodiésel, cuando se utilicen como carburantes, y el bioetanol.
Se consideran biocombustibles, el biometanol y el biodiésel cuando se utilicen como combustibles.
El IFAPA ha admirado que España es un gran productor de bioetanol y muy consumidor.